# 75/27 Mod. 1912
Il cannone da 75/27 Mod. 1912 fu un pezzo dell'artiglieria a cavallo del Regio Esercito italiano durante la prima e la seconda guerra mondiale.

## Storia
Nel 1906 il Regio Esercito, per sostituire l'obsoleto 75A ad affusto rigido, aveva adottato come sua prima arma a deformazione, il 75/27 Mod. 1906 della Krupp. La stessa ditta fornì, nel 1912, una versione di questo cannone specificatamente modificata per l'impiego da parte dell'artiglieria a cavallo. Questi pezzi equipaggiarono infatti le batterie "Voloire" del Reggimento artiglieria a cavallo di Milano durante la Grande Guerra, nella quale operarono sia montate che appiedate.
Nel 1939 erano ancora in organico al Regio Esercito 51 pezzi Mod. 1912 che nella seconda guerra mondiale armarono un gruppo di ciascuno dei tre reggimenti di artiglieria celere (ARTICELERE) delle divisioni celeri. Nel giugno del 1941 i tre gruppi furono riuniti tutti nel ricostituito Reggimento artiglieria a cavallo (3º) presso il deposito del Reggimento artiglieria celere "P.A.D.A." della 3ª Divisione Celere "Principe Amedeo Duca d'Aosta", che fu inviata con il Corpo di spedizione italiano in Russia.

## Tecnica

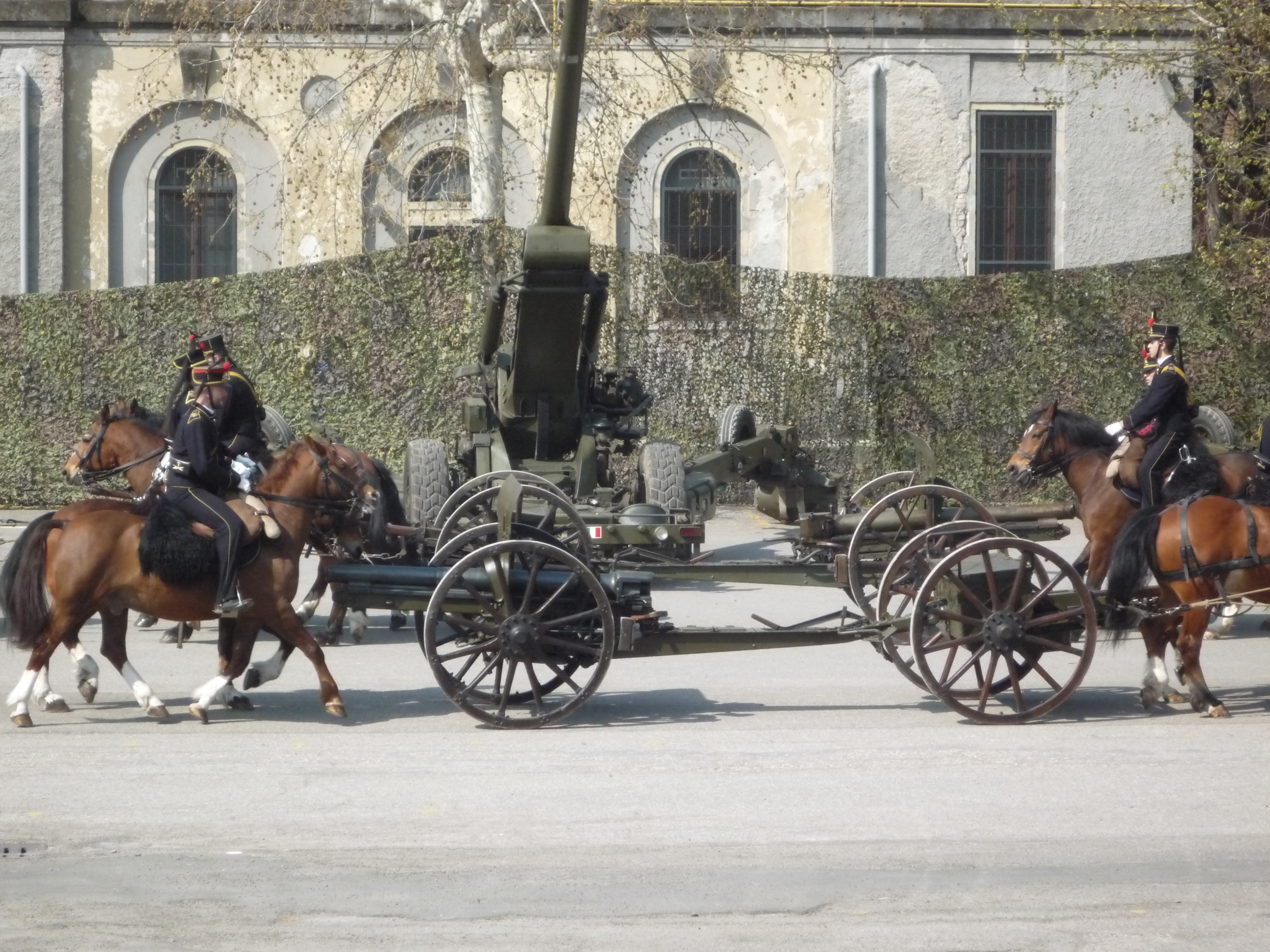
I pezzi da 75/27 Mod. 1912 ancora in uso presso la sezione storica delle Voloire.

Il Mod. 1912 è una versione del Mod. 1906 adattata al traino animale ad alte velocità. La canna ed il sistema di chiusura sono gli stessi del 1906, tranne per la culatta che è appesantita al fine di spostare indietro il centro di gravità della bocca da fuoco. L'altezza al ginocchiello sale da 950 mm a 990. L'affusto presenta, ai due lati, due sellini fissi per il puntatore ed il capopezzo e la coda più lunga con vomero ribaltabile. Lo scudo è formato da un unico pezzo (invece che due) ed è privo dei due sedili anteriori per i serventi, i quali nell'artiglieria a cavallo, durante i trasferimenti, non sono trasportati sul pezzo o sull'avantreno ma sono tutti montati.
Per il traino l'affusto viene agganciato all'avantreno, che trasporta 28 cartocci proietto. Il complesso viene trainato da un tiro di sei cavalli su tre pariglie, dette rispettivamente, dall'avanti all'indietro, "volata", "di mezzo" e "timone". I tre cavalli di sinistra sono montati da tre artiglieri, mentre il pezzo è preceduto dal capopezzo e seguito da quattro artiglieri, tutti a cavallo, per un totale di 11 animali a pezzo.